# Präsidentschaftswahl in Kirgisistan 2005

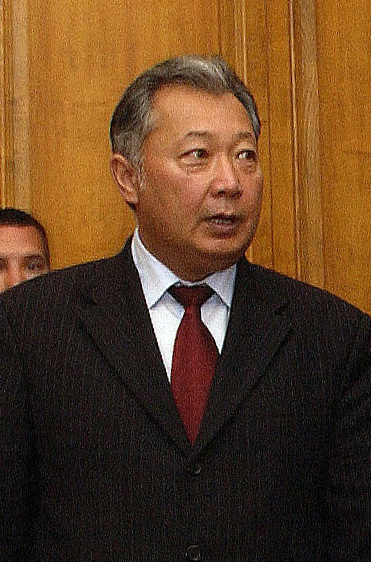
Wahlsieger Kurmanbek Bakijew

Die Präsidentschaftswahl in Kirgisistan 2005 wurde am 10. Juli 2005 in Kirgisistan abgehalten. Die Präsidentschaftswahl diente der Wahl des Nachfolgers des langjährigen Präsidenten Askar Akajew, der im Zuge der Tulpenrevolution von seinem Amt zurücktreten musste. Wahlsieger und neuer Präsident des Landes wurde Kurmanbek Bakijew.

## Hintergrund

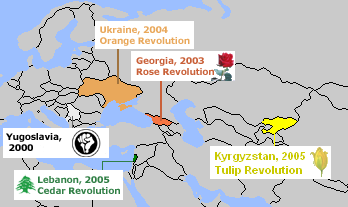
Die Tulpenrevolution in Kirgisistan im Kontext der sogenannten Farbrevolutionen

Seit der Präsidentschaftswahl in Kirgisistan 1991 war Askar Akajew Präsident des jungen Staates Kirgisistans. Nach anfänglichen Tendenzen zur Demokratisierung etablierte Akajew in den Jahren seiner Präsidentschaft eine zunehmend autoritäre Herrschaft und stärkte die Machtposition des Präsidenten im Vergleich zum Parlament. Nach einem Verfassungsreferendum im Februar 2003 wurde die Umwandlung des Dschogorku Kengesch, des kirgisischen Parlaments, von einem Zweikammersystem zu einem Einkammersystem beschlossen. Die ersten darauffolgenden Parlamentswahlen fanden im Februar 2005 statt und stellten den Auslöser der Tulpenrevolution dar. Die Opposition organisierte gemeinsame Proteste und Demonstrationen gegen Präsident Akajew, nachdem zahlreiche Unregelmäßigkeiten bei der Parlamentswahl 2005 aufgedeckt wurden. Nachdem sich die Proteste von der Hauptstadt Bischkek in viele weitere Regionen des Landes ausgebreitet hatten, floh Akajew am 24. März 2005 nach Russland. Unmittelbar danach wählte das Parlament Kurmanbek Bakijew, einen der Anführer der Oppositionsbewegung zum Interimspräsidenten, dieser stellte eine Übergangsregierung bis zur nächsten Präsidentschaftswahl auf. Am 7. April reichte Präsident Akajew offiziell seinen Rücktritt vom Amt des Präsidenten ein, dieser wurde am 11. April vom Parlament akzeptiert. Als Folge der Flucht des Präsidenten und des Zusammenbruchs der Regierung wurde der Oppositionsführer Felix Kulow aus der Haft entlassen und alle Anklagepunkte gegen ihn fallengelassen. Das Parlament terminierte die nötigen Präsidentschaftswahlen für den 10. Juli.

## Wahlsystem
Das kirgisische Wahlrecht war in den Jahren vor der Wahl einem stetigen Wandel unterworfen. Die Organisation für Sicherheit und Zusammenarbeit in Europa (OSZE) lobte die vorgenommenen Reformen in den vergangenen Jahren, betonte aber, dass weitere Anpassung des Wahlrechts nötig seien, um demokratische Kriterien in Gänze zu erfüllen. Hinsichtlich der Präsidentschaftswahl sieht die kirgisische Verfassung eine Mehrheitswahl vor. Gelingt es im ersten Kandidaten keinem Kandidaten eine absolute Mehrheit der abgegebenen Stimmen auf sich zu vereinen, ist eine Stichwahl zwischen den beiden erfolgreichsten Kandidaten des ersten Wahlgangs vorgesehen. Zudem gilt die Wahl nur bei einer Wahlbeteiligung von 50 % als gültig, andernfalls muss sie zu einem anderen Zeitpunkt wiederholt werden. Der Sieger der Präsidentschaftswahl ist für fünf Jahre im Amt des Präsidenten Kirgisistans legitimiert. Für die Registrierung als Kandidat für die Präsidentschaftswahl 2005 waren die Unterschriften von 50.000 wahlberechtigten Kirgisien sowie ein erfolgreich absolvierter Sprachtest im Kirgisischen notwendige Voraussetzungen. Die notwendige Zahl an Unterschriften entsprach damit knapp 1,9 % der Wahlberechtigten und wurde von Beobachtern als vergleichsweise hoch bezeichnet. Auf dem Stimmzettel war neben den Kandidaten auch die Option einer Ablehnung aller Kandidaten vorhanden.

## Organisation
Für die Organisation der Wahl war in erster Linie die Zentrale Wahlkommission zuständig. Diese besteht aus einem Vorsitzenden und 12 Mitgliedern, die zur Hälfte vom Parlament und zur Hälfte vom Präsidenten nominiert werden. Am 11. April 2005 besetzte Interimspräsident Bakijew den Vorsitz der Zentralen Wahlkommission mit Tuygunaaly Abdraimov, der bereits zuvor Mitglied in der Kommission gewesen war. Die Zentrale Wahlkommission organisierte die Wahl im Inland und im Ausland, wo in 38 Wahllokalen die Möglichkeit bestand, an der Präsidentschaftswahl teilzunehmen. Die Arbeit der Kommission wurde in Teilen als nicht transparent und ineffizient wahrgenommen, trug aber zu dem geregelten Ablauf der Wahl bei. Unterstützt wurde die Zentrale Wahlkommission von weiteren Wahlkommissionen auf regionaler und kommunaler Ebene. Hinsichtlich der Organisation der Wahl wurde vor allem die Qualität des Wählerverzeichnisses verbessert, dessen mangelhafte Qualität bei vorangegangenen Wahlen für Unregelmäßigkeiten sorgte.

## Kandidaten
Basierend auf den Vorgaben zur Registrierung von Kandidaten, insbesondere der benötigten Zahl an Unterschriften, gab die zentrale Wahlkommission in zwei Mitteilungen vom 11. Juni und vom 13. Juni die Kandidaten für die Präsidentschaftswahl bekannt. Insgesamt sieben Kandidaten waren demnach für die Wahl zugelassen:
- Kurmanbek Bakijew (Amtsinhaber)
- Tursunbai Bakir Uulu
- Keneshbek Dushebaev
- Jypar Jeksheev
- Jusupbek Sharipov
- Toktayym Umetalieva
- Akbaraly Aitikeev

Mit Toktayym Umetalieva stellte sich demnach auch eine weibliche Kandidatin zur Wahl, was in Kirgisistan eine Premiere darstellte. Tursunbai Bakir Uulu trat unterdessen bereits zum zweiten Mal als Präsidentschaftskandidat an, nachdem er bei der Präsidentschaftswahl in Kirgisistan 2000 mit 0,98 % der abgegebenen Stimmen deutlich dem Wahlsieger Askar Akajew unterlegen war. Durch den Rückzug der Kandidatur Sharipovs am 23. Juni schrumpfte das Bewerberfeld vor der Wahl auf sechs Kandidaten. Für Kontroversen sorgte die Ablehnung der Kandidatur von Urmatbek Baryktabasov mit der Begründung, dieser sei Staatsbürger Kasachstans. Die Anhänger des Kandidaten bestritten dies und protestierten gegen die Entscheidung der Zentralen Wahlkommission. Von großer politischer Bedeutung war das Bündnis zwischen Kurmanbek Bakijew und Felix Kulow, die zu den bedeutendsten Anführern der Opposition gegen Ex-Präsident Akajew zählten. Am 12. Mai schlossen die beiden Politiker ein Abkommen, dass den Verzicht Kulows auf eine eigene Präsidentschaftskandidatur enthielt. Im Gegenzug garantierte Bakijew, Kulow im Falle seines Wahlsiegs zum Premierminister zu ernennen. Diese Einigung hatte insbesondere die Wahrung der Stabilität in Kirgisistan zum Ziel, da auf diese Weise eine Spaltung der Oppositionsbewegung in zwei Lager verhindert werden konnte. Zudem stellte das Bündnis auch eine wichtige Entwicklung vor dem Hintergrund der weiterhin stark regional verwurzelten Politik Kirgisistans dar, da Bakijew vor allem im Süden des Landes seine Anhänger hatte, während Kulow stärker im Norden vertreten war. Gleichzeitig bedeutete das Bündnis der beiden favorisierten Kandidaten für die Präsidentschaftswahl eine Schwächung des politischen Wettbewerbs im Vorfeld der Wahl und brachte Bakijew in eine klare Favoritenposition hinsichtlich der anstehenden Wahlen.

## Wahlkampf
Vor der Wahl entwickelte sich ein reger Wahlkampf, der sich durch die Wahrung der Versammlungsfreiheit und der Meinungsfreiheit stark von den Gegebenheiten in zentralasiatischen Nachbarländern Kirgisistans abhob. Am 6. Juni erklärte Interimspräsident Bakijew in einer Fernsehansprache, dass die Nutzung staatlicher Ressourcen für den Wahlkampf nicht gestattet sei und trug somit zur Chancengleichheit im Wahlkampf bei. Trotzdem war die Kampagne Bakijews die am besten finanzierte und organisierte Kampagne. Zahlreiche Wahlkampfveranstaltungen, bessere logistische Möglichkeiten, eine sichtbare und breit angelegte Medienkampagne und eine starke regionale Präsenz in allen Teilen des Landes zeichneten Bakijews Wahlkampf im Gegensatz zu dem der anderen Kandidaten aus. Diese hatten auf Grund ihrer geringeren Popularität oft nur weniger aktive Unterstützer und stark begrenzte finanzielle Ressourcen. Die Medien und insbesondere das Fernsehen waren von zentraler Bedeutung für den Wahlkampf. Allen Kandidaten wurde Sendezeit im staatlichen Fernsehen zugesagt, zudem gab es Fernsehduelle zwischen den Kandidaten. Dabei wurden erst drei Debatten zwischen je zwei Kandidaten abgehalten, abschließend sollte am 8. Juli eine Debatte mit allen sechs Kandidaten ausgestrahlt werden, unter anderem Bakijew blieb dieser aber fern. Insgesamt war Bakijew im Vergleich der Kandidaten mit großem Abstand am präsentesten in den Medien des Landes. Dies lag an seinem Amt als Interimspräsident und seiner hohen Bekanntheit im Land. Diese Faktoren untermauerten die Favoritenstellung Bakijews vor der Wahl. Alle gedruckten Wahlkampfmittel mussten vor der Veröffentlichung der Zentralen Wahlkommission zur Genehmigung vorgelegt werden. Dieser Prozess wurde vor allem seitens des Kandidaten Tursunbai Bakir Uulu kritisiert, da die Wahlkommission eine Anpassung einzelner Wahlplakates Bakir Uulus forderte. Dieser kritisierte daraufhin eine Ungleichbehandlung der Kandidaten seitens der Zentralen Wahlkommission zu Gunsten Bakijews.

## Ergebnis
Das offizielle Wahlergebnis wurde am 13. Juli von der Zentralen Wahlkommission bekanntgegeben und am 16. Juli vom kirgisischen Verfassungsgericht bestätigt. Wahlsieger wurde Kurmanbek Bakijew, der damit seiner Favoritenrolle gerecht werden konnte. Keiner der anderen Kandidaten erreichte mehr als 4 % der abgegebenen Stimmen. Mit einer offiziellen Wahlbeteiligung von 74 % wurde die vorgeschriebene Wahlbeteiligung von mindestens 50 % deutlich erreicht, sodass das Ergebnis der Wahl gültig ist.
| Kandidaten                     | Parteien          | Stimmen   | %    |
| ------------------------------ | ----------------- | --------- | ---- |
| Kurmanbek Bakijew              | Parteilos         | 1.776.156 | 89,5 |
| Tursunbai Bakir Uulu           | Erkin Kyrgyzstan  | 78.701    | 4,0  |
| Akbaraly Aitikeev              | Parteilos         | 72.604    | 3,7  |
| Jypar Jeksheev                 | Parteilos         | 18.166    | 0,9  |
| Toktayym Umetalieva            | Parteilos         | 10.445    | 0,5  |
| Keneshbek Dushebaev            | Parteilos         | 10.253    | 0,5  |
| Gegen alle                     | Gegen alle        | 18.197    | 0,9  |
| Gesamt                         | Gesamt            | 1.984.522 | 100  |
|                                |                   |           |      |
| Ungültige Stimmen              | Ungültige Stimmen | 17.482    | 0,9  |
| Wähler                         | Wähler            | 2.002.004 | 72,5 |
| Wahlberechtigte                | Wahlberechtigte   | 2.760.530 |      |
|                                |                   |           |      |
| Quelle: Verfassungsgerichtshof |                   |           |      |

## Folgen
Im August 2005 wurde Kurmanbek Bakijew als zweiter Präsident des unabhängigen Kirgisistans nach Askar Akajew vereidigt. Entsprechend dem Abkommen mit Felix Kulov wurde dieser vom Präsidenten im selben Monat zum Premierminister ernannt. Bereits im Februar 2006 erlebte die neue Regierung um Bakijew und Kulow ihre erste Krise, als Parlamentspräsident Ömürbek Tekebajew nach einem Zerwürfnis mit Bakijew zur Opposition wechselte und daraufhin zu einem der bedeutendsten politischen Gegner von Präsident Bajiew wurde. Nach Massenprotesten im Frühjahr 2006 unterzeichnete Bakijew im November 2006 eine neue Verfassung, die die Macht des Präsidenten einschränkte. Am 19. Dezember trat das gesamte Kabinett um Felix Kulov zurück. Der Versuch Bakijews, Kulow erneut im Amt des Premierministers zu installieren, scheiterte am Widerstand des Parlaments, das den Kompromisskandidaten Asim Issabekow im Januar 2007 zum neuen Premierminister wählte. Dieser wurde aber nach wenigen Wochen von dem oppositionellen Politiker Almasbek Atambajew in diesem Amt ersetzt. In den folgenden Jahren sorgten Versuche von Präsident Bakijew, seine Macht auszubauen und seine Rolle gegenüber dem Parlament zu stärken, immer wieder für Proteste, die 2010 schließlich in der Absetzung Bakijews mündeten.

## Bewertung
Die Wahlen wurden von kirgisischen und von ausländischen Beobachtern intensiv überwacht, insgesamt wurde dabei ein positives Fazit gezogen. Von kirgisischer Seite bildeten mehrere Nichtregierungsorganisationen ein Bündnis für faire Wahlen und entsandten zahlreiche Beobachter in die Wahllokale. Insgesamt waren kirgisische Beobachter bei der Mehrheit der Wahllokale während des Wahlgeschehens und bei der Auszählung der Stimmen anwesend. Zudem waren zahlreiche ausländische Beobachter anwesend, darunter eine Beobachtermission der OSZE. Die OSZE-Beobachter bewerteten den Ablauf der Wahl in einer großen Mehrheit der Wahllokale als gut bis sehr gut, vereinzelt gab es allerdings bedeutende Unregelmäßigkeiten. Unter anderem wurde in einzelnen Wahlbezirken die offiziell angegebene Wahlbeteiligung von den Beobachtern stark angezweifelt. Der Prozess der Auszählung wurde von den OSZE-Beobachtern als wenig transparent kritisiert. Im Nachgang der Wahl empfahlen die Beobachter der OSZE unter anderem die Senkung der notwendigen Anzahl von Unterschriften für eine Kandidatur, die Einrichtung zusätzlicher Wahllokale und eine weitere Stärkung des Wählerregisters.